# 페데리코 가르시아 로르카

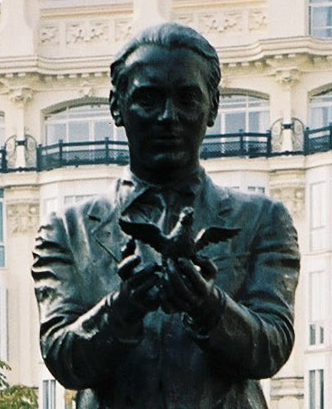
가르시아 로르카의 상

페데리코 가르시아 로르카(Federico García Lorca, 1898년~1936년)는 스페인의 시인·극작가이다.
유럽 여러 나라의 연극의 영향 밑에 놓여 있었던 스페인 연극을 혁신하고, 더욱이 외국의 극단에도 영향을 끼친 대작가 로르카는 가장 애도해야 할 스페인 내전 중의 희생자의 한 사람이었다.
그라나다 근처에서 태어나 고향에서 총살된 이 시인은 미국을 여행한 후, 1931년에 극단 '바락카'를 조직하고 스페인 고전연극의 부흥에 분투, 이어 3대 비극 <피의 혼례>(1933), <예르마>(1913), <베르나르다 알바의 집>(1934)을 완성했고, 시와 극이 융합하는 경지를 민족적인 소재 중에서 실현했다. 이것은 오늘날 세계 연극의 중요한 상연 종목이 되어 있다.
스페인의 전통적 서정을 현대적으로 표현했으며 향토인 안달루시아의 마을을 초현실주의 수법으로 드라마틱하게 노래했다. 최초의 <시의 책>(1927)에 이어 <집시시집>(1927)에서 그의 시는 성숙해졌다. 작품도 실험적인 시도를 구사했으며 항상 민중을 떠나지 않았다. 시는 주제나 그 형식과 수법이 잡다하고 음악적·연극적인 요소를 내포하고 있는데 용어에 있어서는 어느 때는 철없이 보이고 어느 때는 신비한 베일에 싸여 있다.

## 생애
페데리코 가르시아 로르카(Federico García Lorca)는 1898년 그라나다 지방의 푸엔테바케로스(Fuente Vaqueros)에서 대지주인 아버지와 교사인 어머니 사이에서 태어났다. 1919년 마드리드로 가기까지 20년 동안 로르카는 그라나다의 라베가 평원에서 안달루시아의 예술적 유산을 먹으며 성장했다.
1919년 로르카는 그라나다를 떠나 10년 동안 마드리드 국립대학교의 레시덴시아 기숙사에서 생활하게 된다. 1920년대 스페인은 예술적 매혹이 넘쳐 났던 시기였으며, 수많은 천재들이 동시대의 공기를 함께 호흡했다. 시에는 후안 라몬 히메네스, 헤라르도 디에고, 호르헤 기옌, 페드로 살리나스, 다마소 알론소, 라파엘 알베르티가 있었고, 회화에는 살바도르 달리가, 영화에는 루이스 부뉴엘이 있었다. 로르카는 히메네스에게서 시를 배웠고, 살바도르 달리, 루이스 부뉴엘과 함께 우정을 나누며 예술적인 비전을 교감했다. 이곳을 터전으로 모더니즘을 흡입하며 시를 쓰고 연극을 무대에 올리며 1928년까지 머물렀다.
1920년에 로르카는 희곡 ＜나비의 저주(El maleficio de la mariposa)＞를 무대에 올렸으나 관객의 반응은 냉담했다. 1921년에는 ≪시집(Libro de poemas)≫을 출간함으로써 공식적인 시인이 되었다. ≪시집≫을 출간한 후 칸테 혼도를 시로 쓰기 시작했고, 이 시들은 10년 후에 ≪칸테 혼도의 시(Poemas del Cante Jondo)≫(1931)로 출간되었다.
1927년에 역사극 ＜마리아나 피네다(Mariana Pineda)＞를 무대에 올려 대중적인 성공을 거두었고, 같은 해에 시집 ≪칸시오네스(Canciones)≫를 발표했다. 그러나 로르카를 우리가 현재 알고 있는 로르카로 인식시킨 작품은 시집 ≪집시 로만세(Romancero Gitano)≫(1928)였다. 시인은 소외받는 집시라는 현실을 신화적인 이야기로 변형시킨 다음, 그것에 꿈의 언어로서의 초현실주의를 덧입힌다.
1929∼1931년에 로르카는 뉴욕에서 몇 달을 보내며 새로운 현대 도시의 날카로움을 경험한다. 유럽에서는 표현될 수 없는 신세계의 도시적 분위기는 로르카의 내면에 초현실주의에 대해 더욱 강한 욕구를 불어넣었다. 시집 ≪뉴욕의 시인(Poeta en Nueva York)≫과 희곡 ＜관객(El público)＞은 거의 같은 시기에 뉴욕과 쿠바에서 초현실주의라는 악령에 사로잡혀 써 내려간 것이다.
1931년부터 스페인 공화 정부 교육부의 지원으로 로르카는 ‘라 바라카’라는 극단을 창설하고 연극을 쉽게 볼 수 없는 민중을 위해 순회공연을 다니게 된다. 이 시기부터 극작가의 힘이 시인의 힘을 능가하기 시작했던 것 같다. 안달루시아를 배경으로 한 3대 전원 비극 ＜피의 혼례(Bodas de sangre)＞, ＜예르마(Yerma)＞, ＜베르나르다 알바의 집(La casa de Bernarda Alba)＞은 이때부터 1936년 처형되기 전까지 집필된 것이다.
1936년에 들어서면서 스페인에는 파시즘의 유령이 떠돌기 시작했다. 로르카는 동성애자, 집시 옹호자로서 위험한 상황에 처했다. 1936년 7월 17일 스페인은 시민전쟁에 돌입했고 로르카는 시인이자 고향 친구인 루이스 로살레스의 집에 피신했다가 그라나다 국민전선 사령관에 의해 체포되었다. 1936년 8월 20일 새벽, 청색 하늘 밑에서 로르카는 임시 감옥에서 끌려 나와 비스나르와 알파카르 사이에 있는 벼랑에서 재판도 없이 처형당했다.